# Rouached (kommun i Algeriet)
Rouached är en ort i Algeriet.   Den ligger i provinsen Mila, i den norra delen av landet, 270 km öster om huvudstaden Alger. Rouached ligger 543 meter över havet och antalet invånare är 40 263.
Terrängen runt Rouached är kuperad, och sluttar österut. Runt Rouached är det ganska tätbefolkat, med 239 invånare per kvadratkilometer. Närmaste större samhälle är Mila, 19,8 km öster om Rouached. Trakten runt Rouached består till största delen av jordbruksmark.